# Campeonato Potiguar Segunda Divisão
Il Campeonato Potiguar Segunda Divisão è il secondo livello calcistico nello Stato del Rio Grande do Norte. Il vincitore viene promosso nella massima divisione statale dell'anno successivo.

## Stagione 2021
- Alecrim (Natal)
- Baraúnas (Mossoró)
- Mossoró (Mossoró)
- Palmeira (Goianinha)
- Parnamirim (Parnamirim)
- Riachuelo (Natal)
- Visão Celeste (Parnamirim)

## Albo d'oro
| Anno | Campione (città)                          | Vice (città)                  |
| ---- | ----------------------------------------- | ----------------------------- |
| 1947 | Atlético (Ceará-Mirim)                    | Cruzeiro (Macaíba)            |
| 1968 | Racing (Natal)                            |                               |
| 1980 | Ferroviário (Natal)                       | Atlético Potengi (Natal)      |
| 1981 | ACD Potiguar (Mossoró)                    | EMSERV (Natal)                |
| 1998 | CAP (Jardim de Piranhas)                  | San Paolo (Parnamirim)        |
| 2001 | Potiguar EC (Parnamirim)                  |                               |
| 2004 | SC Santa Cruz (Santa Cruz)                | Vila Nova (Guamaré)           |
| 2005 | Macau (Macau)                             | Guamaré (Guamaré)             |
| 2006 | Guamaré (Guamaré)                         | Cruzeiro (Macaíba)            |
| 2007 | Potyguar de Currais Novos (Currais Novos) | Cruzeiro (Macaíba)            |
| 2008 | Real Independente (Jardim de Piranhas)    | Cruzeiro (Macaíba)            |
| 2009 | Centenário Pauferrense (Pau dos Ferros)   | Atlético Potengi (Natal)      |
| 2010 | ABC "B" (Natal)                           | Palmeira (Goianinha)          |
| 2011 | Caicó (Caicó)                             | Centenário EC (Parelhas)      |
| 2012 | Potyguar de Currais Novos (Currais Novos) | Currais Novos (Currais Novos) |
| 2013 | Globo (Ceará-Mirim)                       | Atlético Potengi (Natal)      |
| 2014 | Força e Luz (Natal)                       | Currais Novos (Currais Novos) |
| 2015 | ASSU (Açu)                                | Santa Cruz FC (Natal)         |
| 2016 | Santa Cruz FC (Natal)                     | Atlético Potiguar (Natal)     |
| 2017 | Força e Luz (Natal)                       | Atlético Potiguar (Natal)     |
| 2018 | Palmeira (Goianinha)                      | Alecrim (Natal)               |
| 2019 | Força e Luz (Natal)                       | Alecrim (Natal)               |
| 2020 | Palmeira (Goianinha)                      | Alecrim (Natal)               |
| 2021 | Potyguar de Currais Novos (Currais Novos) | Riachuelo (Natal)             |

## Titoli per squadra
| Squadra                   | Città              | Titoli |
| ------------------------- | ------------------ | ------ |
| Força e Luz               | Natal              | 4      |
| Potyguar de Currais Novos | Currais Novos      | 3      |
| Palmeira                  | Goianinha          | 2      |
| ABC "B"                   | Natal              | 1      |
| ASSU                      | Açu                | 1      |
| Atlético                  | Ceará-Mirim        | 1      |
| CAP                       | Jardim de Piranhas | 1      |
| Caicó                     | Caicó              | 1      |
| Centenário Pauferrense    | Pau dos Ferros     | 1      |
| Ferroviário               | Natal              | 1      |
| Globo                     | Ceará-Mirim        | 1      |
| Guamaré                   | Guamaré            | 1      |
| Macau                     | Macau              | 1      |
| ACD Potiguar              | Mossoró            | 1      |
| Potiguar EC               | Parnamirim         | 1      |
| Racing                    | Natal              | 1      |
| Real Independente         | Jardim de Piranhas | 1      |
| Santa Cruz FC             | Natal              | 1      |
| SC Santa Cruz             | Santa Cruz         | 1      |